# Matthew Barton
Matthew Barton (Sydney, 18 december 1991) is een Australische tennisspeler. Hij heeft nog geen ATP-toernooi gewonnen. Wel deed hij al mee aan verscheidene grandslamtoernooien. Hij heeft één challenger in het enkelspel op zijn naam staan.

## Palmares enkelspel
| Legenda                       | Legenda               |
| ----------------------------- | --------------------- |
| Grand Slam                    |                       |
| Olympische Spelen             |                       |
| tot 2009                      | vanaf 2009            |
| Tennis Masters Cup            | ATP Finals            |
| ATP Masters Series            | ATP Tour Masters 1000 |
| ATP International Series Gold | ATP Tour 500          |
| ATP International Series      | ATP Tour 250          |

| Nr.                  | Datum           | Toernooi | Ondergrond | Tegenstander in finale | Score    |
| -------------------- | --------------- | -------- | ---------- | ---------------------- | -------- |
| Gewonnen challengers |                 |          |            |                        |          |
| 1.                   | 4 februari 2013 | Adelaide | Hardcourt  | James Ward             | 6-2, 6-3 |

## Prestatietabellen

### Enkelspel, grand slam
| Grandslamtoernooien   |     |        |
| Australian Open       | –   | 0-0    |
| Roland Garros         | –   | 0-0    |
| Wimbledon             | 2R  | 1-1    |
| US Open               | –   | 0-0    |
| Winst-verlies         | 1-1 | 1-1    |
| ATP World Tour Finals |     |        |
| ATP World Tour Finals | –   | 0-0    |
| Olympische Spelen     |     |        |
| Olympische Spelen     | –   | 0-0    |
| Statistieken          |     |        |
| Totaal aantal titels  | 0   | 0      |
| Eindejaarsranking     | 197 | n.v.t. |

### Dubbelspel, grand slam
| Legenda | Legenda                          |
| ------- | -------------------------------- |
| g.t.    | geen toernooi gehouden           |
| l.c.    | lagere categorie                 |
| –       | niet deelgenomen                 |
| G       | uitgeschakeld in de groepsfase   |
| 1R      | uitgeschakeld in de eerste ronde |
| 2R      | uitgeschakeld in de tweede ronde |
| 3R      | uitgeschakeld in de derde ronde  |
| 4R      | uitgeschakeld in de vierde ronde |
| KF      | uitgeschakeld in de kwartfinale  |
| HF      | uitgeschakeld in de halve finale |
| F       | de finale verloren               |
| W       | het toernooi gewonnen            |
| w-v     | winst/verlies-balans             |

| Grandslamtoernooien   |      |     |        |
| Australian Open       | 2R   | 2R  | 2-2    |
| Roland Garros         | –    | –   | 0-0    |
| Wimbledon             | –    | –   | 0-0    |
| US Open               | –    | 0-0 |        |
| Winst-verlies         | 1-1  | 1-1 | 2-2    |
| ATP World Tour Finals |      |     |        |
| ATP World Tour Finals | –    | –   | 0-0    |
| Olympische Spelen     |      |     |        |
| Olympische Spelen     | g.t. | 0-0 |        |
| Statistieken          |      |     |        |
| Totaal aantal titels  | 0    | 0   | 0      |
| Eindejaarsranking     | 468  | 544 | n.v.t. |